# Nectogale
Nectogale is een geslacht van zoogdieren uit de  familie van de spitsmuizen (Soricidae). De wetenschappelijke naam van het geslacht werd in 1870 gepubliceerd door Alphonse Milne-Edwards.

## Soorten
Er worden 2 soorten in dit geslacht geplaatst:
- Nectogale elegans A. Milne-Edwards, 1870 – Tibetaanse waterspitsmuis
- Nectogale sikhimensis de Winton, 1899